# How to Eat Fried Worms
How to Eat Fried Worms (bra: Zoando na Escola) é um filme estadunidense de 2006 do gênero comédia dirigido por Bob Dolman, produzido por Mark Johnson e Philip Steuer com trilha sonora compositada Mark Mothersbaugh por e Robert Mothersbaugh. É vagamente baseado no livro infantil de 1973 How to Eat Fried Worms, de Thomas Rockwell. Foi também produzido por Walden Media com distribuição de New Line Cinema.
O desenvolvimento começou em 1998, já o lançamento nos cinemas nos Estados Unidos e Canadá foi em 25 de agosto de 2006. O filme é estrelado por James Rebhorn, Kimberly Williams-Paisley e Tom Cavanagh. O filme recebeu críticas mistas dos críticos.

## Elenco
- Luke Benward… Billy
- Hallie Kate Eisenberg… Erika
- Adam Hicks… Joe
- Austin Rogers… Adam
- Alexander Gould… Twitch
- Ryan Malgarini… Benjy
- Philip Daniel Bolden… Bradley
- Clint Howard… tio Ed
- Ty Panitz… Woody
- James Rebhorn… Boiler Head
- Thomas Cavanagh… pai
- Kimberly Williams… mãe
- Andrew Gillingham...Techno
- Blake Garrett...Plug
- Alexander Agate… Donny

## Trilha sonora
- "The Tide Is High"
- "Gone"
- "Baby Beluga"
- "Human Hands"
- "Get Ready for This"
- "3 Little Bird"
- "Rocket Full of Power"
- "3 Little Bird"
- "Move Your Feet"
- "Jungle Boogie"
- "Yum Yum Yum"